# National Archives and Records Administration
National Archives and Records Administration (NARA) (Administrația Națională de Arhive și Evidențe) este o agenție independentă a guvernului Statelor Unite însărcinată cu păstrarea și documentarea dosarelor guvernamentale și istorice și cu creșterea accesului public la aceste documente, care cuprind Arhivele Naționale . NARA este responsabilă în mod oficial pentru păstrarea și publicarea copiilor legale autentice și autoritare ale actelor Congresului, ale directivelor prezidențiale și ale reglementărilor federale. De asemenea, NARA transmite voturile Colegiului Electoral la Congres.

## Legături externe
Materiale media legate de National Archives and Records Administration la Wikimedia Commons
  Materiale media legate de National Archives and Records Administration la Wikimedia Commons
- Official NARA−National Archives and Records Administration website
- Federal Register.gov: National Archives and Records Administration
- The National Archives Catalog — of the National Archives and Records Administration.
- Outdoor sculptures at the National Archives Building
- Footnote.com: NARA Arhivat în 5 iulie 2008, la Wayback Machine.
- FamilySearch.org: NARA−National Archives and Records Administration — research Wiki for genealogists.
- National Archives and Records Administration's Our Archives wiki Arhivat în 11 decembrie 2019, la Wayback Machine. — information about NARA + its archived records.
- Roaminghistorian.com: Visiting the National Archives